# Frette (azienda)
Frette è uno storico marchio tessile, nato in Francia nel 1860 e trasferitosi già l'anno successivo in Italia, motivo per cui viene oramai considerato nel mondo intero come un marchio italiano.

## Storia
Le origini dell'azienda risalgono al 1860, quando Edmond Frette, Alexandre Payre e Charles Chaboud decisero di costruire una società per il commercio di tessuti a Grenoble con la denominazione "Frette, Payre & Chaboud". Già l'anno successivo Edmond Frette si recò in Italia stabilendosi nella zona di Monza e aprendo la sua prima fabbrica a Concorezzo. Negli stessi anni Edmond Frette comprò anche l'ex Villa Durini per stabilirvi la sede aziendale e poco più in là aprirà il suo primo negozio monzese, che verrà chiuso nel 2015. Questo negozio sito in via Italia n.41 a Monza è inserito nel "Registro Regionale dei Luoghi Storici del Commercio". Nel 1878 aprì il suo primo negozio a Milano in via Manzoni. Nel 1881 l'azienda vinse la medaglia d'oro all'Esposizione Nazionale di Milano grazie a un prodotto innovativo chiamato "La Vega". Si trattava di un quadro di lino jacquard realizzato utilizzando il dipinto di Francesco Lietti.
Nel 1881 Edmond Frette sciolse la società con i suoi vecchi soci francesi e creò quella nuova con Giuseppe Maggi e Carlo Antonietti. I nuovi soci consolidano l'attività aprendo una seconda fabbrica sempre a Concorezzo e una fabbrica per il candeggio a Monza. Tre anni dopo venne aperta una nuova fabbrica a Sovico. 
Numerose furono le decisioni che diedero impulso allo sviluppo dell'azienda. Nel 1886 Frette iniziò la vendita per corrispondenza, furono introdotti i telai “Jacquard” per la produzione di tessuti damascati e già nel 1889 si distinse per essere una delle prime società a creare una collezione di [prêt-à-porter] da casa, un'idea innovativa per l'epoca. Frette si specializzò nella fornitura di biancheria di lusso a grandi alberghi, infatti già nel 1899 divenne fornitrice dell'Hotel Danieli di Venezia e successivamente di numerosi altri alberghi di prestigio come: il Ritz di Parigi, il Savoy di Londra, il Plaza di New York e il Peninsula a Hong Kong.. Altri clienti importanti furono le grandi compagnie di navigazione e ferroviarie, quali per esempio Orient Express, Wagon Lit, Costa, Flotta Lauro, Lloyd. Fin dal XIX secolo, fu fornitrice della biancheria per la Casa Reale e di moltissime famiglie nobili italiane.
Nel corso del Novecento Frette aprirà numerosi negozi di biancheria in quasi tutte le grandi città italiane.